# Renco Posinković
Renco Posinković (ur. 4 stycznia 1964 w Splicie) – piłkarz wodny. W barwach Jugosławii złoty medalista olimpijski z Seulu.
Mierzący 197 cm wzrostu zawodnik w 1988 wspólnie z kolegami triumfował w rywalizacji waterpolistów, była to jego jedyna olimpiada. W turnieju wystąpił w siedmiu meczach.